# Ares (Cabó)
Ares és un nucli de població del municipi de Cabó, a l'Alt Urgell situat a 1.400 m d'altitud. Es troba al vessant meridional de la serra d'Ares (1847 m, al pla Redon) gran altiplà ramader, limitat per altes cingleres, que separa la vall de Cabó de la vall de la Guàrdia o d'Aguilar. S'hi pot trobar l'antiga església sufragània de Sant Bernabé d'estil romànic amb absis quadrat i dues capelles fent transsepte. A prop hi ha les bordes d'Ares. Ares pertanyia al quarter d'Organyà, del vescomtat de Castellbò.
El 1519, apareixen documentades a l'«Spill manifest de totes les coses del vescomdat de Castellbó» dos cases: cal Guitart i cal Gasset. El 1629 està documentada la casa Fiter. Havent sigut un poble amb poques cases, el 2018 era un despoblat.